# Ragazzi fuori
Ragazzi fuori er en italiensk film fra 1990 af Marco Risi.

## Medvirkende
- Francesco Benigno som Natale Sperandeo
- Alessandra Di Sanzo som Mario Libassi
- Roberto Mariano som Antonio Patanè
- Maurizio Prollo som Claudio Catalano
- Alfredo Li Bassi som Carmelo Vella
- Salvatore Termini som Giovanni Trapani
- Filippo Genzardi som Matteo Mondello